# 2010年代香港
2010年代的香港於中華人民共和國香港特別行政區政府治下開始了第二個完整的十年，從2010年起算到2019年。本年代催生多場大型社會運動，香港社會對行政長官梁振英及林鄭月娥領導的政府俱有一定程度的不滿，2019年香港區議會選舉以泛民主派取得大勝告終，香港社會帶著對政府的強烈反對情緒結束2010年代。

## 背景
雖然香港的經濟在走出金融海嘯有所增長，但香港人同時面對社會貧富懸殊加劇、年輕一代上流困難、持續通漲、地產霸權、樓價高企、政制爭議、中港紛爭等嚴峻的社會問題；此外，隨著公民意識日漸提高，亦促使不少大型社會運動產生，例如2010年反高鐵事件、2012年反對國民教育科運動、2013年葵青貨櫃碼頭工潮、2014年雨傘革命、2016年丙申旺角事變、2016年香港立法會宣誓風波、2019年反對逃犯條例修訂草案運動和以光復香港，時代革命為口號的社會抗爭運動。

## 人口
香港特區政府在2011年進行了大型的人口普查，有關的調查每10年進行一次。

## 政治

### 行政長官
由於曾蔭權的任期屆滿，2012年香港特別行政區行政長官選舉變成全面換屆，選舉共有3名候選人包括梁振英、何俊仁及唐英年，惟唐梁二人在選前出現大量負面新聞。最後，3月25日中午，經選舉當局的點票後，梁振英獲得689票，宣佈梁振英當選第四任行政長官。
2017年香港特別行政區行政長官選舉中，林鄭月娥以777票擊敗對手曾俊華和胡國興，當選第五任行政長官。

### 香港政治
- 雙普選：2012年雙普選沒有被北京中央政府接納，遭親建制派全面反對下，泛民主派繼續推動立法會及特首選舉達至一人一票普選。

- 2012年香港政治制度改革：在民主黨等的溫和派泛民議員的支持下，政府推出的2012年香港政治制度改革的修訂方案獲得通過。立法會增加10個議席至70席，其中5個新增議席由分區直接選舉產生，另外5個由功能團體選舉產生。民主黨提出的區議會功能界別改良方案，讓不屬現存功能組別之選民以一人一票選出立法會新增五席「區議會功能界別」議席，這些議席被媒體稱為「超級區議員」。行政長官選舉委員則會將由現時的800人增加至1200人，不少於150名的選舉委員可聯合提名行政長官候選人。
- 取消區議會委任議席：政府計劃在2015年全面取消區議會委任議席。

- 2014年佔領中環、雨傘革命：爭取真普選的佔領中環與其後演化成的雨傘革命行動已展開，市民佔領中環、添馬艦、金鐘、尖沙嘴、銅鑼灣、旺角及灣仔的街道向政府施壓。
- 2016年旺角騷亂：騷亂因食環署取締無牌熟食小販而起，引發在場人士與警方的武力衝突。
- 2019年反對逃犯條例修訂草案：在社會各界對修訂條例的陰霾及不滿下，香港社會先後爆發了兩次大遊行及一連串的抗爭運動。主要的行動包括：2019年6月9日遊行，創下103萬遊行人數；2019年6月12日圍堵立法會行動，事件引發了警方對示威者的激烈衝突；2019年6月16日遊行，再次創下200萬零1人的遊行人數，打破1989年5月28日聲援八九民運全球華人大遊行中香港150萬人遊行的記錄。此後，民間仍然多次自發起不同的不合作運動，示威遊行以致與警方的流血衝突，至今仍未平息。2019年10月4日特首未經立法會審議，即公佈引用《緊急法》立法禁止市民於公眾集會蒙面，為自1967年來首次援引緊急法。

## 經濟
- 2011年5月1日，香港引入最低工資。
- 2012年，香港於中國城市競爭力研究會公布的中國城市競爭力排行榜、兩岸四地294座城市中，蟬聯榜首[1][2]。主辦單位指出，香港擁有全球最繁忙的貨運港口，亦是主要黃金交易中心，競爭力在國際間不斷上升[3]。同時香港連續兩年獲瑞士洛桑國際管理發展學院評級為全球競爭力排名第一的經濟體系[4][5][6][7]。2012年，世界知識產權組織發表該年度的全球創新指數報告，香港名列世界第8[8]。
- 2014年至2017年，中國社會科學院公佈兩岸四地城市的競爭力排行，香港連續四年排行綜合經濟競爭力第二名，仅次于深圳[9][10]。
- 2019年6月30日，中原城市領先指數報190點，房屋建築面積平均每平方英呎呎價售價超越10000元，超過個人入息中位數的一半，樓價創歷史新高。

## 衛生
- 2014年12月31日，香港漁農自然護理署在長沙灣批發市場，扑殺了15,000只活雞。長沙灣批發市場停業21天，中國大陸供應給香港的活雞也暫停出貨。
- 2019年非洲豬瘟疫情：因2018年起的中國大陸非洲豬瘟疫情，香港在5月中旬及下旬先後驗出中國供港豬隻非洲豬瘟呈陽性反應，銷毀了大量豬隻及一度停止活豬供應。

## 文化
- 光復上水站為於2012年9月15日至18日及後續數次於香港港鐵東鐵綫上水站所發生的社會運動，原因為抗議香港境內水貨客問題，示威者指控來自中國大陸的水貨客充斥著上水站，涉嫌從事走私活動，長期霸佔附近通道，同時使到物價膨脹，嚴重影響居民生活。

## 科技
- 流動上網、智能手機、平板電腦全面普及。
- 加密貨幣成為新興投資工具。
- 共享單車面世。
- 創新及科技局成立。

## 其他
- 馬尼拉人質事件

## 外部連結
1. ↑  中國城市競爭力 港蟬聯榜首 （页面存档备份，存于） 《東方日報》 2012年12月6日
2. ↑  兩岸四地競爭力香港第一[] 《明報》 2012-07-10
3. ↑  中國最具競爭力城市香港蟬聯榜首 （页面存档备份，存于） 《星島日報》 2012-12-05
4. ↑  .   [2019-04-15]. （原始内容存档于2017-04-02）.
5. ↑  《明報》. . 2012-05-31  [2014-11-03]. （原始内容存档于2012-10-10） （中文）.
6. ↑  全球競爭力排名 香港蟬聯第一 （页面存档备份，存于） 《星島日報》 2012-05-31
7. ↑  港蟬聯最具競爭力經濟體 （页面存档备份，存于） 《星島日報》 2012-06-01
8. ↑  .   [2019-04-15]. （原始内容存档于2017-04-02）.
9. ↑  . 新浪.   [2018-06-25]. （原始内容存档于2018-06-25）.
10. ↑  . 中時電子報.   [2018-06-25]. （原始内容存档于2018-06-25）.